# Cantón de Domène
El cantón de Domène era una división administrativa francesa, que estaba situada en el departamento de Isère y la región de Ródano-Alpes.

## Composición
El cantón estaba formado por once comunas, más una fracción de otra:
- Chamrousse (fracción)
- Domène
- La Combe-de-Lancey
- Laval
- Le Versoud
- Murianette
- Revel
- Sainte-Agnès
- Saint-Jean-le-Vieux
- Saint-Martin-d'Uriage
- Saint-Mury-Monteymond
- Villard-Bonnot

## Supresión del cantón de Domène
En aplicación del Decreto n.º 2014-180 de 18 de febrero de 2014, el cantón de Domène fue suprimido el 22 de marzo de 2015 y sus 12 comunas pasaron a formar parte; ocho del nuevo cantón del Medio de Grésivaudan, dos del nuevo cantón de Meylan y dos del nuevo cantón de Oysans.